# Véspera de Natal
Véspera de Natal refere-se à noite ou todo dia que precede o dia de Natal e é amplamente vista como um feriado, total ou parcial, em antecipação ao dia de Natal, festival que comemora o nascimento de Jesus de Nazaré. Juntos, os dois dias são considerados uma das celebrações culturalmente mais significativas da cristandade e do mundo ocidental.
As celebrações de Natal nas denominações do cristianismo ocidental há muito tempo começam na noite do dia 24 de Dezembro, devido em parte ao dia litúrgico cristão começar ao pôr do sol, uma prática herdada da tradição judaica e baseada na história da Criação no Livro de Gênesis: "e houve tarde, e houve manhã - o primeiro dia." Muitas igrejas ainda soam os sinos e realizam orações à noite; por exemplo, as igrejas luteranas nórdicas. Como a tradição diz que Jesus nasceu durante a noite (com base em Lucas 2: 6-8), uma missa é celebrada na véspera de Natal, tradicionalmente, à meia-noite, na comemoração do seu nascimento. A ideia de que Jesus nasceu durante a noite se reflete no fato de que a véspera de Natal é referida como Heilige Nacht (Noite Santa) em alemão, Nochebuena (Boa Noite) em espanhol e de forma semelhante em outras expressões de Natal, tais como a música "Noite Feliz".
Muitas outras variáveis de tradições e experiências culturais também estão associadas à véspera do Natal em todo o mundo, incluindo a reunião de familiares e amigos, o canto de canções de Natal, a iluminação com luzes de Natal, árvores e outras decorações, o envolvimento, a troca e a abertura de presentes e a preparação geral para o dia de Natal. Figuras lendárias do Natal, como o Papai Noel, fazem sua viagem anual para entregar presentes às crianças de todo o mundo na véspera de Natal, embora até o século XVI na Europa, era dito que tais figuras entregavam os presentes na véspera do dia da festa de São Nicolau (6 de dezembro).

## Celebração pela Igreja Católica

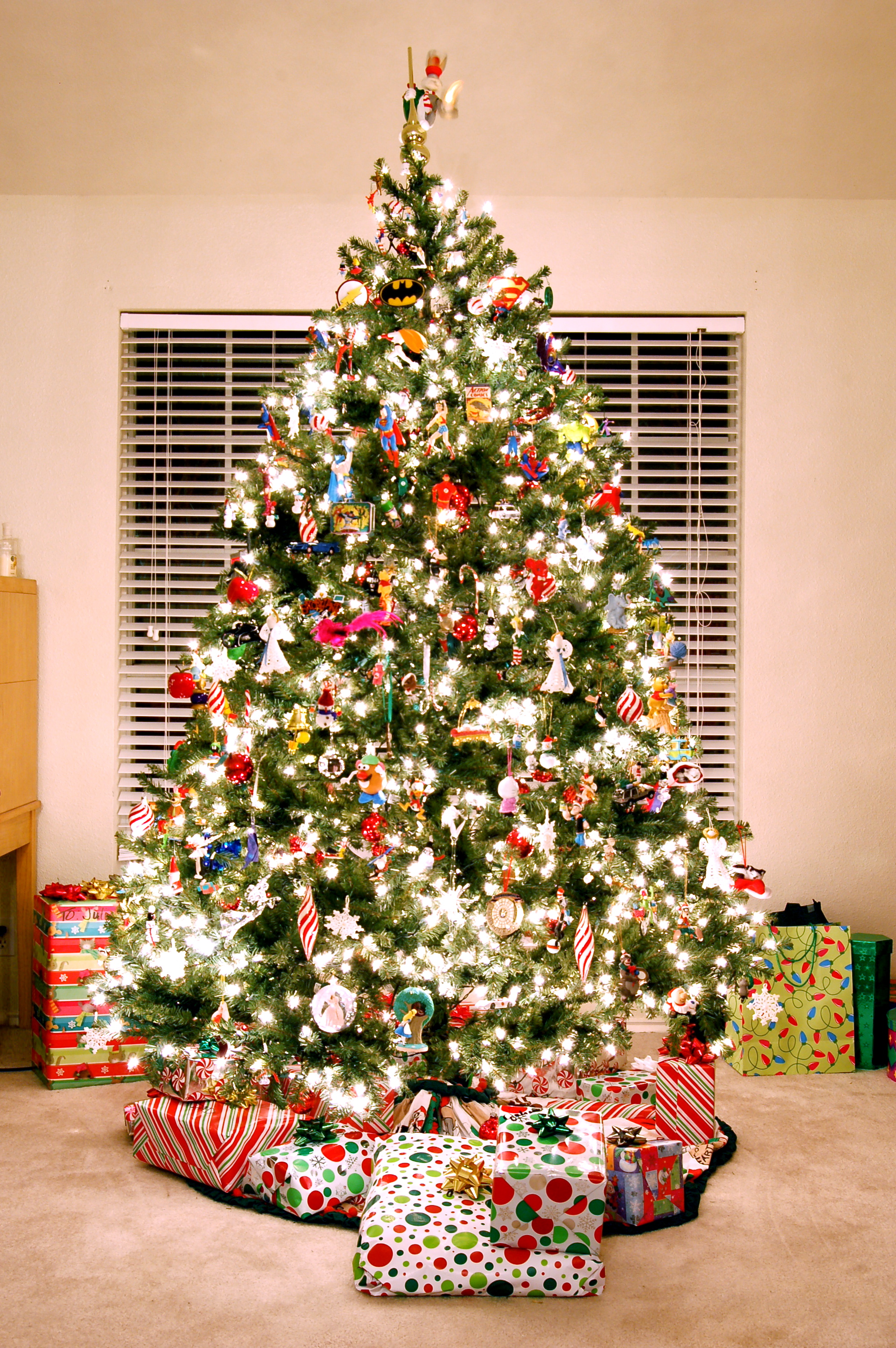
Árvore de Natal

A Igreja Católica adota as antigas tradições de considerar a véspera de uma festa como o momento mais importante da celebração. Isso porque, nas antigas tradições, o novo dia começava com o pôr do sol, ou seja, a noite da véspera já era o dia da festa. Por isso a Vigília do Natal tem a missa mais solene deste período. Caso semelhante ocorre com a Páscoa.

## Importância
Muitas pessoas celebram a ceia de Natal no dia 24. Este dia tem sua importância, embora não seja feriado, por isso é comum ver um grande número de pessoas saindo para comprar presentes, ingredientes para a ceia, passear, entre outros. Em Portugal, normalmente é concedida tolerância de ponto na tarde deste dia.